# Maxi Mounds
Maxi Mounds er en amerikanske nøgenmodel, stripper og pornoskuespillerinde fra Long Island, New York, USA. Mounds er kendt for hendes ekstremt store brystimplantater. Implantaterne er af typen Polypropylen-brystimplantater, som fungerer ved at irritere brystvævet så brysterne vokser indtil de er fyldt med væske. Mounds bryster vejer hver især ti kilo.
Maxi Mounds er indehaver af Guinness verdensrekord for de største kunstige bryster. Hun opsøgte Guinness i august 2003, men på daværende tidspunkt eksisterede kategorien ikke. Efter at den blev oprettet kontaktede Guinness så Mounds for at fremskaffe dokumentation for hendes mål. Hun fik udstedt et officielt certifikat der læser:
Maxi Mounds (USA) er blevet målt i Sarasota, Florida, USA, den 4. februar 2005 og fundet til at have et brystmål på 91,44 cm og en brystomkreds ved brystvorterne på 153,67 cm. Hun anvender for nuværende en BH 42M (amerikanske mål) (engelske mål: 42J)
Mounds har udgivet en bog The Maxi Mounds Guide To The World Of Exotic Dancing (ISBN 0-9734333-1-0), ved forlaget Perpetual Summer Publishing.